# Škarechov
Škarechov är ett berg i Tjeckien.   Det ligger i regionen Mellersta Böhmen, i den centrala delen av landet, 28 km norr om huvudstaden Prag. Toppen på Škarechov är 275 meter över havet.
Terrängen runt Škarechov är huvudsakligen platt.Runt Škarechov är det ganska tätbefolkat, med 124 invånare per kvadratkilometer. Närmaste större samhälle är Kralupy nad Vltavou, 9,8 km söder om Škarechov. Trakten runt Škarechov består till största delen av jordbruksmark.